# Neagoe Basarab
Neagoe Basarab (romunsko Neagoe Basarab) je bil od leta 1512 do 1521 vlaški knez, * okrog 1459, † 15. september 1521.
Rojen je bil v bojarski družini  Craioveşti, ki je z njegovo vladavino dosegla vrh svojega političnega vpliva. Bil je sin Pârvuja Craiovescuja ali Basaraba Ţepeluşa cel Tânărja. Na vlaškem prestolu je nasledil Vlada V. Mlajšega, ko je slednji zavrnil tutorstvo Craioveştijev. Bil je sposoben in kompetenten vladar.

## Vladanje
Vlaška je bila v 16. stoletju neodvisna, vendar je morala plačevati pretirano visok davek Osmanskemu cesarstvu. Neagoe je spodbujal razvoj obrti in trgovine in vzdrževal dobre odnose s sosednjim Ogrskim kraljestvom. Njegovi diplomati so poskušali navezati stike tudi z Beneško republiko in papeži in celo poskušali zgladiti spore  med  vzhodnimi pravoslavjem in zahodnim katolištvom, da bi se s skupnimi močmi uprli turški grožnji.
V vlaški pravoslavni cerkvi je sprejel bizantinsko obredje in velikodušno daroval pravoslavnim samostanom ne samo v Vlaški ampak tudi drugje po Balkanu.  Med njegovo vladavino je bila leta 1517  zgrajen samostan Curtea de Argeş.  Glavni gradbeni mojster je bil legendarni Meşterul (Mojster) Manole. Ista legenda pravi, da je bil za Manolejevo smrt kriv knez Radu, ki je ukazal, da se odstranijo gradbeni odri, čeprav so bili mojstri še na strehi. S tem je želel preprečiti, da bi tako izjemno gradbeno mojstrovino zgradil še kdo drug.
Neagoe je začel graditi staro metropolitsko cerkev v Târgoviştu  in cerkev sv. Nikolaja v Şcheii Braşovului.
V stari cerkveni slovanščini je napisal eno od najstarejših vlaških knjižnih  del z naslovom Învăţăturile lui Neagoe Basarab către fiul său Teodosie (Nauki Neagoe Basaraba njegovemu sinu Teodoziju), v katerem obravnava različna področja, med njimi fillozofijo, diplomacijo, moralo in etiko. 

## Družina
Poročen je bil z Milico Brankovič, bolj znano kot Despina Elena, hčerko srbskega kneza Stefana Brankovića. Med njunimi otroki sta bila tudi knez Teodozij in  Ruksandra, poročena z vlaškima knezoma Radujem Afumatskim in Radujem Paisijem. 